# Karnyothrips medialis
Karnyothrips medialis är en insektsart som beskrevs av Ian A. Hood 1957. Karnyothrips medialis ingår i släktet Karnyothrips och familjen rörtripsar. Inga underarter finns listade i Catalogue of Life.